# Kanlıca
Kanlıca è un quartiere della municipalità e del distretto di Beykoz, nella provincia di Istanbul, in Turchia.  Si trova sul lato asiatico dello stretto del Bosforo, a nord di Anadoluhisarı. È nota per lo yogurt cosparso di zucchero semolato, venduto nei caffè locali.

## Geografia
Il torrente Bülbül sfocia nel Bosforo nella baia di Kanlıca.
Il parco naturale di Mihrabat si trova a sud di Kanlıca, a nord del torrente Bülbül.
La moschea di İskender Pascià, commissionata dal Kazasker Gazi İskender Pascià (giudice militare) e originariamente costruita da Mimar Sinan nel 1559-60, si trova nell'entroterra del molo di Kanlıca. La tomba di İskender Pascià è annessa all'antica casetta del cronometrista. La moschea è stata poi ricostruita e non sopravvive alcuna traccia dell'opera di Sinan. 
Il cimitero di Kanlıca si trova sulla collina a est della località, con vista sul Bosforo. Tra le sepolture degne di nota del cimitero ci sono il giornalista Sedat Simavi, i musicisti Barış Manço e Kayahan Açar.
Il molo di Kanlıca serve le linee di traghetti municipali (in turco Şehir Hatları) che li collega con Arnavutköy, Bebek, Emirgan e İstinye sulla sponda europea e con Anadoluhisarı, Kandilli e Çengelköy sulla sponda asiatica.
Il molo di Kanlıca è il punto di partenza dell'annuale Bosphorus Intercontinental Swim, una gara di nuoto in acque libere di 6,5 km attraverso lo Stretto, che termina a Kuruçeşme sul lato europeo della città.
Una strada che corre verso l'interno dal molo di Kanlıca conduce al Palazzo del Khedive (Hıdiv Kasrı), situato in cima alla collina.

## Storia
Durante l'epoca ottomana, Kanlıca era un quartiere di lusso, dove i ricchi costruivano eleganti palazzi sul lungomare (in turco Yalı). Ancora oggi ospita molti palazzi storici in legno sul lungomare.
Secondo le stime ottomane, nel 1882 Kanlica aveva una popolazione di 9.891 abitanti, composta da 6.095 musulmani, 3.043 greci, 708 armeni, 41 cattolici e 4 latini.